# 항 리포
항 리포(Hang Li Po, 중국어: 漢麗寶, 병음: Hàn Lìbǎo 한리바오[*]漢)는 말라카 왕조의 술탄 만수르 샤(Mansur Shah,재임 1456-1477)의 아내(왕비)로 알려져 있다. 실존 인물인지는 논란이 있는데, 명 나라의 실록이나 주씨 황실의 족보에 등장하지 않기 때문이다. 말라카에 도착한 시기도 논란이 있다. 천순제(Tianshun Emperor,재임 1457-1464) 시기라는 주장은 그녀가 영락제(Yongle Emperor,재임 1402–1424) 때 공주였다는 것을 근거로 한다. 다른 주장은 공주(princess)라는 것은 황실의 궁녀였지만 매우 아름다워서 공주의 역할로 선택되었다는 것으로, 보통 멀리 떨어진 나라에 보내질 때 주로 이용되었던 방법이라는 것이다.

## 정화의 우물
명 나라 해군 정화의 우물(Seven Wells)은 말라카의 Bukit Cina(Chinese Hill)에 있다. 이 중 하나가 '항 리포 우물'(Hang Li Po Well)이다. 정화(Zheng He)가 말라카에 있던 동안 팠다고 한다. 부킷 Cina는 정화가 기지로 사용하였는데 일곱 우물(Seven Wells)은 풍수지리에 따라 용의 우물(Dragon's wells)로 알려졌다. 1950-60년대에 개발을 위해 묻혀서 현재 3개의 우물만 남아 있지만 심한 가뭄에도 우물이 마르지 않는다고 한다.

## 명-말라카(Malacca-Ming) 관계
세자라 멜라위(Sejarah Melayu)에 따르면, 술탄은 툰 페르파티 푸티(Tun Perpatih Putih)를 명 나라에 보냈다고 한다. 그가 전한 서신에는 항 류(Hang Liu)가 말라카에 술탄의 신부로 왔다고 기록되어 있다. 항 리포(Hang Li Po)는 말라카에 500명의 남자들(sons of ministers)과 여자들(other female attendants)을 데리고 와서, 만수르 샤(Mansur Shah)와 결혼하였고, 술탄은 이들을 위해 Bukit Cina에 궁전을 지어 거주지로 삼게 했다고 한다.

## 같이 보기
- Bukit Cina
- 말라카 왕조
- Nyonya
- 화교